# Harry Schell
Henry Lawrence „Harry“ O’Reilly Schell (* 29. Juni 1921 in Paris; † 13. Mai 1960 in Silverstone) war ein in Frankreich lebender US-amerikanischer Automobilrennfahrer.

## Karriere
Schells Eltern, Laury Schell und Lucy O’Reilly Schell, die in Paris lebten, waren in den 1930ern bekannte Rennfahrer. Seine Mutter bestritt zahlreiche Rennen und leitete auch den Delahaye-Rennstall, für den René Dreyfus, Gianfranco Comotti und andere fuhren. Harry selbst hatte 1940 beim Indianapolis 500 seinen ersten Auftritt. Der Zweite Weltkrieg, in dem Schell in der US-Luftwaffe eingesetzt war, unterbrach seine Karriere, doch kurz nach 1945 nahm er wieder an Rennen teil.
Waren es zunächst Formel-2-Autos, so stieß er später zur Formel 1 und bestritt zwischen 1950 und 1960 56 Weltmeisterschaftsläufe. Durch seine Teilnahme am Großen Preis von Monaco 1950 mit einem Cooper-J.A.P. wurde er zum ersten Fahrer, der in einem WM-Lauf einen Rennwagen mit Mittelmotor fuhr. Bis 1955 startete er dann mit mäßigem Erfolg auf Maserati, Gordini und Ferrari. Seine ersten WM-Punkte erreichte er beim Großen Preis von Belgien 1956 auf Vanwall. In der Saison 1957 war er Teamkollege Juan Manuel Fangios auf Maserati und erreichte beim Großen Preis von Pescara den dritten Platz. In den Saisons 1958 und 1959 gehörte Schell zum B.R.M.-Werksteam und erzielte beim Großen Preis der Niederlande 1958 mit dem zweiten Platz sein bestes Formel-1-Ergebnis.
Daneben trat Schell, wie viele andere Fahrer seiner Epoche, bei nicht zur WM zählenden Formel-1-Rennen und Sportwagenrennen an. Ein großer Sieg gelang Schell indes nie, zahlreiche zweite und dritte Plätze lassen seine Klasse erkennen.
„Arry“, wie er wegen der französischen Aussprache seines Namens genannt wurde, war wegen seiner lockeren Lebenseinstellung und seines Rufes als Playboy beim Publikum beliebt und bei den Rennfahrerkollegen wegen seiner Scherze gefürchtet.
Ende 1959 wechselte Schell zum Cooper-Rennstall. Am 13. Mai 1960 kam er beim Training für die nicht zur Weltmeisterschaft zählende BRDC International Trophy 1960 in Silverstone auf regennasser Fahrbahn von der Strecke ab und verunglückte tödlich.

## Statistik

### Statistik in der Automobil-Weltmeisterschaft

#### Gesamtübersicht
| Saison | Team                        | Chassis                 | Motor                 | Rennen | Siege | Zweiter | Dritter | Poles | schn. Rennrunden | Punkte | WM-Pos. |
| ------ | --------------------------- | ----------------------- | --------------------- | ------ | ----- | ------- | ------- | ----- | ---------------- | ------ | ------- |
| 1950   | Horshell Racing Corporation | Cooper T12              | JAP 1.1 V2            | 1      | −     | −       | −       | −     | −                | −      | NC      |
| 1950   | Ecurie Bleue                | Cooper T12              | JAP 1.1 V2            | 1      | −     | −       | −       | −     | −                | −      | NC      |
| 1951   | Enrico Platé                | Maserati 4CLT/48        | Maserati 1.5 L4s      | 2      | −     | −       | −       | −     | −                | −      | NC      |
| 1952   | Enrico Platé                | Maserati 4CLT/50        | Maserati-Platé 2.0 L4 | 3      | −     | −       | −       | −     | −                | −      | NC      |
| 1953   | Equipe Gordini              | Gordini T16             | Gordini 2.0 L6        | 7      | −     | −       | −       | −     | −                | −      | NC      |
| 1954   | Harry Schell                | Maserati A6GCM          | Maserati 2.0 L6       | 4      | −     | −       | −       | −     | −                | −      | NC      |
| 1954   | Harry Schell                | Maserati 250F           | Maserati 2.5 L6       | 1      | −     | −       | −       | −     | −                | −      | NC      |
| 1954   | Officine Alfieri Maserati   | Maserati 250F           | Maserati 2.5 L6       | 1      | −     | −       | −       | −     | −                | −      | NC      |
| 1955   | Officine Alfieri Maserati   | Maserati 250F           | Maserati 2.5 L6       | 1      | −     | −       | −       | −     | −                | −      | NC      |
| 1955   | Scuderia Ferrari            | Ferrari 555 Supersqualo | Ferrari 2.5 L4        | 1      | −     | −       | −       | −     | −                | −      | NC      |
| 1955   | Vandervell Products Ltd.    | Vanwall VW 55           | Vanwall 2.5 L4        | 2      | −     | −       | −       | −     | −                | −      | NC      |
| 1956   | Vandervell Products Ltd.    | Vanwall VW 2            | Vanwall 2.5 L4        | 5      | −     | −       | −       | −     | −                | 3      | 17.     |
| 1956   | Scuderia Centro Sud         | Maserati 250F           | Maserati 2.5 L6       | 1      | −     | −       | −       | −     | −                | 3      | 17.     |
| 1957   | Scuderia Centro Sud         | Maserati 250F           | Maserati 2.5 L6       | 5      | −     | −       | −       | −     | −                | 10     | 7.      |
| 1957   | Officine Alfieri Maserati   | Maserati 250F           | Maserati 2.5 L6       | 6      | −     | −       | 1       | −     | −                | 10     | 7.      |
| 1958   | Joakim Bonnier Racing Team  | Maserati 250F           | Maserati 2.5 L6       | 1      | −     | −       | −       | −     | −                | 14     | 6.      |
| 1958   | Owen Racing Organisation    | BRM P25                 | BRM 2.5 L4            | 9      | −     | 1       | −       | −     | −                | 14     | 6.      |
| 1959   | Owen Racing Organisation    | BRM P25                 | BRM 2.5 L4            | 7      | −     | −       | −       | −     | −                | 5      | 13.     |
| 1959   | Ecurie Bleue                | Cooper T51              | Climax 2.5 L4         | 1      | −     | −       | −       | −     | −                | 5      | 13.     |
| 1960   | Ecurie Bleue                | Cooper T51              | Climax 2.2 L4         | 1      | −     | −       | −       | −     | −                | −      | NC      |
| Gesamt | Gesamt                      | Gesamt                  | Gesamt                | 57     | −     | 1       | 1       | −     | −                | 32     |         |

#### Einzelergebnisse
| Saison    | 1       | 2   | 3       | 4      | 5     | 6   | 7   | 8   | 9   | 10 | 11 |
| --------- | ------- | --- | ------- | ------ | ----- | --- | --- | --- | --- | -- | -- |
| 1950      |         |     |         |        |       |     |     |     |     |    |    |
|           | DNF     |     | 8       |        |       |     |     |     |     |    |    |
| 1951      |         |     |         |        |       |     |     |     |     |    |    |
| 12        |         |     | DNF     |        |       |     |     |     |     |    |    |
| 1952      |         |     |         |        |       |     |     |     |     |    |    |
| DNF       |         |     | DNF/DNF | 17     |       |     |     |     |     |    |    |
| 1953      |         |     |         |        |       |     |     |     |     |    |    |
| 7         |         | DNF | 7       | DNF    | DNF   | DNF |     | 9   |     |    |    |
| 1954      |         |     |         |        |       |     |     |     |     |    |    |
| 6         |         |     | DNF     | 12     | 7     | DNF |     | DNF |     |    |    |
| 1955      |         |     |         |        |       |     |     |     |     |    |    |
| 7/DNF/DNF | DNF     |     | DNS     |        | 9/DNF | DNF |     |     |     |    |    |
| 1956      |         |     |         |        |       |     |     |     |     |    |    |
|           | DNF     |     | 4       | 10/DNF | DNF   | DNF | DNF |     |     |    |    |
| 1957      |         |     |         |        |       |     |     |     |     |    |    |
| 4         | DNF/DNF |     | 6       | DNF    | 7     | 3   | 5   |     |     |    |    |
| 1958      |         |     |         |        |       |     |     |     |     |    |    |
| 6         | 5       | 2   |         | 5      | DNF   | 5   | DNF | 6   | DNF | 5  |    |
| 1959      |         |     |         |        |       |     |     |     |     |    |    |
| DNF       |         | DNF | 7       | 4      | 7     | 5   | 7   | DNF |     |    |    |
| 1960      |         |     |         |        |       |     |     |     |     |    |    |
| DNF       |         |     |         |        |       |     |     |     |     |    |    |

| Legende  | Legende            | Legende                                                          |
| Farbe    | Abkürzung          | Bedeutung                                                        |
| -------- | ------------------ | ---------------------------------------------------------------- |
| Gold     | –                  | Sieg                                                             |
| Silber   | –                  | 2. Platz                                                         |
| Bronze   | –                  | 3. Platz                                                         |
| Grün     | –                  | Platzierung in den Punkten                                       |
| Blau     | –                  | Klassifiziert außerhalb der Punkteränge                          |
| Violett  | DNF                | Rennen nicht beendet (did not finish)                            |
| Violett  | NC                 | nicht klassifiziert (not classified)                             |
| Rot      | DNQ                | nicht qualifiziert (did not qualify)                             |
| Rot      | DNPQ               | in Vorqualifikation gescheitert (did not pre-qualify)            |
| Schwarz  | DSQ                | disqualifiziert (disqualified)                                   |
| Weiß     | DNS                | nicht am Start (did not start)                                   |
| Weiß     | WD                 | zurückgezogen (withdrawn)                                        |
| Hellblau | PO                 | nur am Training teilgenommen (practiced only)                    |
| Hellblau | TD                 | Freitags-Testfahrer (test driver)                                |
| ohne     | DNP                | nicht am Training teilgenommen (did not practice)                |
| ohne     | INJ                | verletzt oder krank (injured)                                    |
| ohne     | EX                 | ausgeschlossen (excluded)                                        |
| ohne     | DNA                | nicht erschienen (did not arrive)                                |
| ohne     | C                  | Rennen abgesagt (cancelled)                                      |
| ohne     | keine WM-Teilnahme |                                                                  |
| sonstige | P/fett             | Pole-Position                                                    |
| sonstige | 1/2/3/4/5/6/7/8    | Punktplatzierung im Sprint-/Qualifikationsrennen                 |
| sonstige | SR/kursiv          | Schnellste Rennrunde                                             |
| sonstige | *                  | nicht im Ziel, aufgrund der zurückgelegten Distanz aber gewertet |
| sonstige | ()                 | Streichresultate                                                 |
| sonstige | unterstrichen      | Führender in der Gesamtwertung                                   |

### Le-Mans-Ergebnisse
| Jahr | Team                      | Fahrzeug                   | Teamkollege         | Platzierung            | Ausfallgrund       |
| ---- | ------------------------- | -------------------------- | ------------------- | ---------------------- | ------------------ |
| 1953 | Automobiles Gordini       | Gordini T16S               | Maurice Trintignant | Rang 6 und Klassensieg |                    |
| 1955 | Scuderia Ferrari          | Ferrari 121LM              | Maurice Trintignant | Ausfall                | Zylinder überhitzt |
| 1957 | Officine Alfieri Maserati | Maserati 450S Zagato Coupé | Stirling Moss       | Ausfall                | Kraftübertragung   |

### Sebring-Ergebnisse
| Jahr | Team             | Fahrzeug              | Teamkollege        | Platzierung            | Ausfallgrund |
| ---- | ---------------- | --------------------- | ------------------ | ---------------------- | ------------ |
| 1954 | Harry Schell     | Ferrari 250MM Vignale | Alfonso de Portago | Ausfall                | Achsbruch    |
| 1955 | Luigi Chinetti   | Ferrari 750 Monza     | Piero Taruffi      | Rang 5                 |              |
| 1956 | Scuderia Ferrari | Ferrari 860 Monza     | Luigi Musso        | Rang 2                 |              |
| 1957 | Maserati Factory | Maserati 300S         | Stirling Moss      | Rang 2                 |              |
| 1958 | Porsche K.G.     | Porsche 718 RSK       | Wolfgang Seidel    | Rang 3 und Klassensieg |              |

### Einzelergebnisse in der Sportwagen-Weltmeisterschaft
| Saison | Team                                    | Rennwagen                                    | 1   | 2   | 3   | 4   | 5   | 6   | 7   |
| ------ | --------------------------------------- | -------------------------------------------- | --- | --- | --- | --- | --- | --- | --- |
| 1953   | Gordini                                 | Gordini T16S                                 | SEB | MIM | LEM | SPA | NÜR | RTT | CAP |
| 1953   | Gordini                                 | Gordini T16S                                 | 6   |     |     |     |     |     |     |
| 1954   | Alfonso de Portago Harry Schell         | Ferrari 290MM Ferrari 250MM                  | BUA | SEB | MIM | LEM | RTT | CAP |     |
| 1954   | Alfonso de Portago Harry Schell         | Ferrari 290MM Ferrari 250MM                  | 2   | DNF |     |     |     |     |     |
| 1955   | Gordini Luigi Chinetti Scuderia Ferrari | Gordini T24S Ferrari 750 Monza Ferrari 121LM | BUA | SEB | MIM | LEM | RTT | TAR |     |
| 1955   | Gordini Luigi Chinetti Scuderia Ferrari | Gordini T24S Ferrari 750 Monza Ferrari 121LM | 5   | 5   |     | DNF |     |     |     |
| 1956   | Scuderia Ferrari Maserati               | Ferrari 860 Monza Maserati 300S              | BUA | SEB | MIM | NÜR | KRI |     |     |
| 1956   | Scuderia Ferrari Maserati               | Ferrari 860 Monza Maserati 300S              |     | 2   |     | 1   | DNF |     |     |
| 1957   | Maserati                                | Maserati 300S Maserati 450S                  | BUA | SEB | MIM | NÜR | LEM | KRI | CAR |
| 1957   | Maserati                                | Maserati 300S Maserati 450S                  | DNF | 2   |     | 15  | DNF | 3   | DNF |
| 1958   | Porsche                                 | Porsche 718 RSK                              | BUA | SEB | TAR | NÜR | LEM | RTT |     |
| 1958   | Porsche                                 | Porsche 718 RSK                              |     | 3   |     | 7   |     |     |     |